# 金中·坚赞平措
金中·坚赞平措（藏語：སྐྱིད་འཛོམས་རྒྱལ་མཚན་ཕུན་ཚིགས，威利转写：skyid 'dzoms rgyal mtshan phun tshogs，1926年—2010年12月29日）藏族，西藏林周人。中华人民共和国政治人物。

## 生平
1952年，金中·坚赞平措参加革命工作。历任西藏军区干部学校藏文教员，中共西藏工委统战部联络员、交际处招待科副科长，拉萨市文教处副处长、拉萨市人民政府办公室副主任、拉萨市人民政府副市长，西藏自治区筹备委员会商业处副处长、西藏自治区商业厅厅长、西藏自治区机关事务管理局副局长、西藏社会科学院副院长，第三、四、五、六、七届西藏自治区政协副主席。
2010年12月29日，金中·坚赞平措在拉萨病逝，享年85岁。